# Zeeslag in de Straat van Messina
Zeeslag in de Straat van Messina is een gravure van de Zuid-Nederlandse prentkunstenaar Frans Huys naar een ontwerp van Pieter Bruegel de Oude en uitgegeven door Hieronymus Cock in Antwerpen.

## Voorstelling
Het stelt de Straat van Messina voor met de steden Reggio Calabria (aangeduid als Rezo) links en Messina rechts. In 1552-1553 is de stad Reggio hevig beschoten door een Turkse vloot, waarbij een groot deel van de stad in vlammen opging. De prent is gebaseerd op een ontwerp van Pieter Bruegel de Oude. Bruegel maakte in die periode een reis naar Italië. Mogelijk heeft hij de incidenten in de Straat van Messina met eigen ogen gezien en getekend. Het Museum Boijmans Van Beuningen bewaart een tekening van het brandende Reggio die Bruegel vermoedelijk rond 1560 maakte op basis van reisschetsen.
De voorstelling is meerdere keren gebruikt, onder andere in Joan Blaeus Theatrum civitatum nec non Admirandorum Neapolis et Sicili Regnorum, uitgegeven in Amsterdam in 1652, en als achtergrond op een ets uit 1680 van Jan Luyken, met als onderwerp de Slag bij Agosta.

## Versies
Van de prent is niet meer dan één staat bekend. Exemplaren bevinden zich onder meer in het Rijksmuseum Amsterdam, Museum Boijmans Van Beuningen en de Universiteit van Salzburg.